# Gaël Danic
Gaël Danic (Vannes, 19 november 1981) is een Franse voetballer die doorgaans als buitenspeler uitkomt.